# Cassiodorus
Flavius Magnus Aurelius Cassiodorus Senator, född cirka 490, död cirka 585, allmänt känd som Cassiodorus, var en romersk statsman, författare och munk. Född i Scyllaceum (Squillace) i södra Italien. Under sitt verksamma liv som konsul under ostrogoternas kung Theoderik den store skrev han om offentlig administration. ”Senator” var en del av hans efternamn, inte en titel eller befattning.
Cassiodorus försökte i egenskap av Teoderiks och hans efterträdares minister leda regeringssättet i de gamla romerska formerna. Även som hovhistoriker företrädde han sammansmältnings- och utjämningssträvandena mellan det gotiska och romerska. Hans samling av ämbetsskrivelser och brev från år 538 (Variae epistolae) är av stor vikt för tidens historia. Huvudinnehållet av hans krönika tycks vara återgivet av Jordanes i dennes historia om goterna som troligen skrevs år 551.
Efter avslutat yrkesliv drog sig Cassiodorus tillbaka och grundade ett kloster i Vivarium vid Joniska havet, nära Squillace (Scyllaceum) och började skriva om historia, teologi och musik.